# Embolcall circumestel·lar
Un embolcall circumestel·lar forma part d'una estrella que té una forma més o menys esfèrica i no està gravitacionalment lligada al nucli estrella. Normalment, els embolcalls circumestel·lars es formen a partir del dens vent estel·lar o estan presents abans de la formació de l'estrella. Els embolcalls circumestel·lars de les estrelles antigues (Variables Mira i estrelles OH/IR) eventualment evolucionen a nebuloses protoplanetàries, i els embolcalls circumestel·lars dels objectes estel·lars joves evolucionen a disc circumestel·lar.

## Tipus d'embolcall circumestel·lar
- Branca asimptòtica de les gegants
- Embolcalls circumestel·lars al voltant dels objectes estel·lars joves